# La Teja, Jalisco
La Teja är en ort i Mexiko.   Den ligger i kommunen Tlajomulco de Zúñiga och delstaten Jalisco, i den centrala delen av landet, 500 km väster om huvudstaden Mexico City. La Teja ligger 1 520 meter över havet och antalet invånare är 128.
Terrängen runt La Teja är varierad. Runt La Teja är det tätbefolkat, med 266 invånare per kvadratkilometer. Närmaste större samhälle är Hacienda Santa Fe, 13,3 km nordost om La Teja. I omgivningarna runt La Teja växer i huvudsak blandskog.